# ギター・アンサンブル
ギターアンサンブルは、各種のクラシックギターによる合奏、または合奏を行うオーケストラのこと。
ギターアンサンブルは通常のオーケストラと違い、ギターのみで演奏を行う。オーケストラにヴァイオリンからコントラバスまで多様な音階を持つ弦楽器があるように、クラシックギターにもいくつか種類があり、それによってアンサンブルが奏でられる。
ギター合奏に用いられる楽器の多くは新堀ギター音楽院を主宰する新堀寛己によって考案され、「新堀メソード」と呼ばれる。
ギターアンサンブルを構成するパートとギターは以下の通りである。
ソプラニーノパート(ソプラニーノギター)
大編成の合奏や、アルトギターやソプラノギターでは出せないような高音が必要な時に使用されることがある。アルトギターより1オクターブ高い調弦になっており、洋ナシ型のボディに膝当てがついたソプラニーノギターを使用する。後述のソプラノギターとほぼ同じ形である。
ソプラノパート(ソプラノギター)
大編成の合奏や、アルトギターでは出せないような高音が必要な時に使用されることがある。プライムギターより1オクターブ高い調弦になっており、洋ナシ型のボディに膝当てが特徴のソプラノギターを使用する。
アルトパート(アルトギター)
通常、アルト1stパート、アルト2ndパートの二つのパートに分かれるが、大編成の合奏になると、アルト3rdパート、アルト4thパートが増えることがある。主に1stパートが主旋律を、2ndパートがその装飾を受け持つ。通常のギターより小型で完全5度高い調律になっている。1弦で使用する弦は専用のものである。主にi,m指（人差し指と中指）で演奏する。高音を出すためにボディの一部がへこんでいるのが特徴。プライムギターより一回り小さい。移調楽器である(管楽器で言うG管である)。
プライムパート(プライムギター)
一般的なクラシックギターと同じ調弦のプライムギターを使用する。ギターアンサンブルでは主に中音域を担当し、和音を弾くことが多いが、メロディを奏でることも少なくない。大編成の合奏では、パートをプライム1stパートとプライム2ndパートに分けることがある。
アルトチェンバロパート(アルトチェンバロギター)
プライムチェンバロパート(プライムチェンバロギター)
アルトギターと同じ調弦のアルトチェンバロギター、プライムギターと同じ調弦のプライムチェンバロギターを使用する。これらは全体の装飾音を担当し、チェンバロ(ハープシコード)のような音を出す。使用する弦は他のクラシックギターと異なり、巻き弦やナイロン弦等ではなく、アコースティックギターのような金属製である。通常は、裁縫の指貫に針を通したものを指（親指、人差し指、中指が基本）にはめて演奏する。チェンバロギターのボディはクラシックギターの中で一番小さい。プライムチェンバロギターは、わりと珍しい楽器で、どのギターアンサンブルにも存在するわけではない。チェンバロギターと同じく針で演奏するが、ピックを使い演奏することもある。なお、プライムチェンバロギターの代用としてアコースティックギターを用いることもある。
バスパート(バスギター)
アルトギターの1オクターブ低いバスギターを使用する。ベースラインの演奏だけでなく、低音域での主旋律やソロを担当することも多い、低音域での花形的な楽器である。主にp指（親指）で演奏する。単音がメインだが、和音を弾くこともある。大編成の合奏ではパートをバス1stパートとバス2ndパートに分けることがある。ボディはプライムギターより一回り大きい。アルトギターと同じく移調楽器である(管楽器で言うG管である)。同じ楽譜を見て弾くと、アルトギターより1オクターブ低い音が出る。
コントラバスパート(コントラバスギター)
ギターアンサンブルの中では最低音域のギターで、プライムギターより1オクターブ低い調弦のコントラバスギターを使用する。主にp指で演奏する。単音がメイン。曲の土台をギタロンと共に形成する。ボディはバスギターより一回り大きい。ギタロンの音に芯を与えるかのような役割である。通常は、ギタロンと合わせてコントラバス・ギタロンパートにまとめるが、大編成の合奏では、パートをコントラバスパートとギタロンパートに分けることがある。
ギタロンパート(ギタロン)
プライムギターより1オクターブ低い調弦で、チェロのようにエンドピンを使用して楽器を縦に構えて演奏するギタロンを使用する。弦を親指と人差し指でつまみ、はじいて音を出す。単音がメイン。コントラバスギターとほぼ同じ音域を担当する(ギタロンの方がやや音域がせまい)。クラシックギターの中で最もボディが大きく、弦が太い楽器である。通常は、コントラバス(ギター)パートと合わせてコントラバス(ギター)・ギタロンパートにまとめるが、大編成の合奏では、パートをコントラバス(ギター)パートとギタロンパートに分けることがある。
その他にコントラバス、管楽器（フルート・クラリネットなど）、打楽器（ティンパニ・小太鼓・カスタネットなど）が用いられることもある。

## 演奏団体
国内の著名なギター・アンサンブルとしては、以下の団体が挙げられる。
新堀ギターオーケストラ(Niibori Guitar Orchestra)
1957年に新堀寬己によって結成された、世界初のギターオーケストラ。Aグループは国際新堀芸術学院や新堀ギター各教室の講師といった一流のメンバーが集う。海外公演を多数開催してきた実績を持つ。
新日本ギターアンサンブル
1989年4月「ギターと音楽をする心、心の音を大切に」を合言葉に小林徹を常任指揮者に迎え発足。設立当初から行われている「ギタークリスマスコンサート」を中心に幅広く活動を行い、ギター界のみならず広く一般の音楽ファンの支持を得ている。
新堀ギターアンサンブル(NE)
Danrok

## コンクール
日本国内ではギター合奏のコンクールが多数開催されている。その中でも特にJGA(ジャパン・ギター・アソシエイション)主催の「JGAギター音楽祭Kyoen in Tokyo with 全国学校ギター合奏コンクール」とNKG(日本教育ギター連盟)主催の「全日本ギターコンクール」は大規模な大会として挙げられる。